# Neuoberhaus

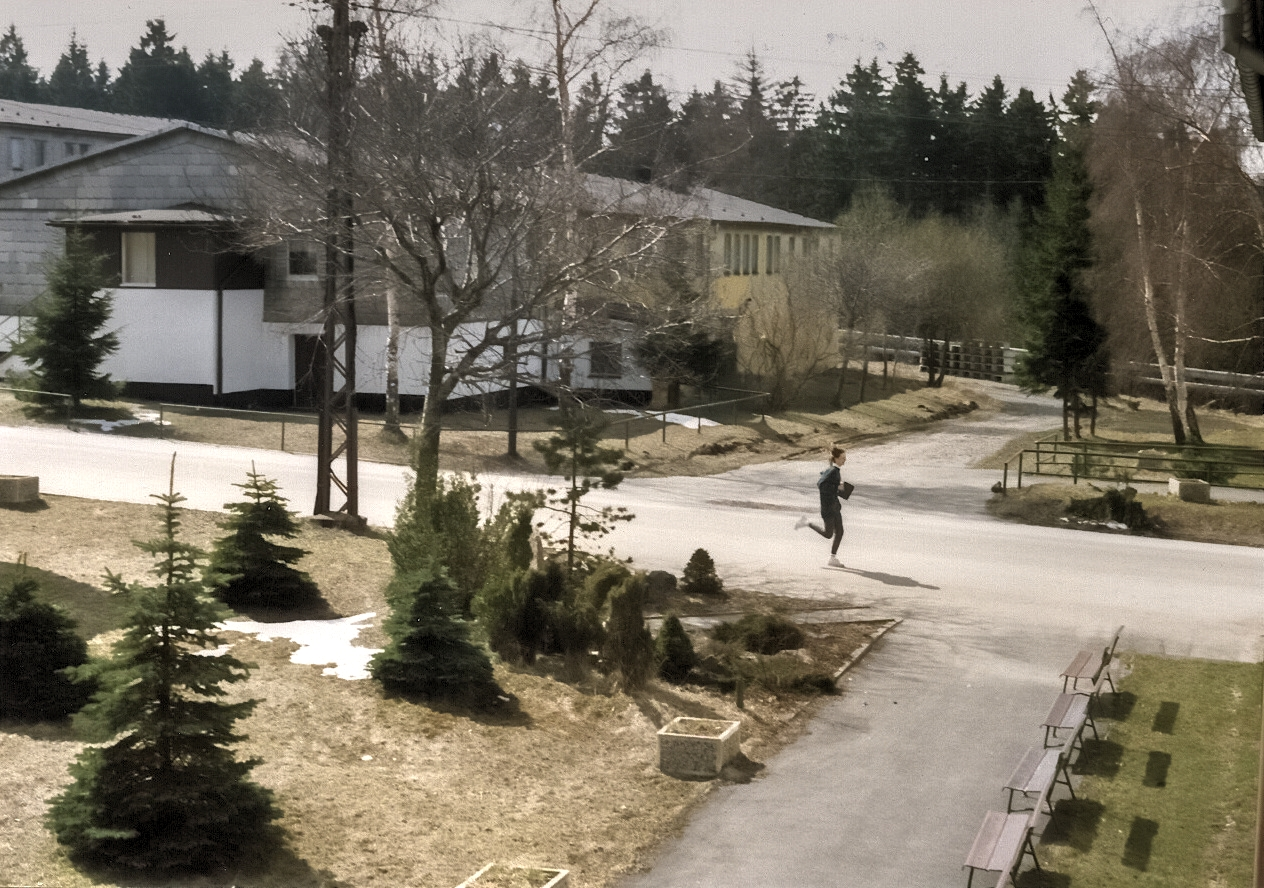
Ansicht über einen Teil des Geländes von Neuoberhaus im Frühjahr 1992, kurz vor Schließung der Betriebsschule.

Neuoberhaus ist eine Wüstung bei Johanngeorgenstadt im Erzgebirge.

## Geschichte
Der Johanngeorgenstädter Stadtteil Neuoberhaus entstand in den Jahren 1949/1950 als Bergarbeitersiedlung für die Beschäftigten des Uranbergbaus des Objekt 08 der Wismut AG. Benannt wurde die Siedlung nach dem alten Zinn-Bergwerk Neu Oberhaus Sachsen bei Pachthaus. Untergebracht waren hier die Beschäftigten der Schachtverwaltungen 87, 126 und 164. Die Wohnsiedlung wurde angrenzend an das Gelände des Schachtes 125 errichtet. Gebaut wurden 13 Holzbaracken. 2 dieser Baracken waren „Wiener Häuser“ die nur ein Erdgeschoss besaßen. Die Anderen waren zweigeschossige Baracken. Sie wurden auf einem massiven Untergeschoss errichtet. Bereits nach kurzer Zeit wohnten hier bis zu 3000 Menschen. Die Siedlung verfügte über eine zentrale Wismutküche und eine Wismut HO. Mit der 1955 erfolgten Einstellung des Bergbaues in den genannten Schachtverwaltungen übernahm die Kommunale Wohnungsverwaltung Johanngeorgenstadts die Siedlung. Aufgrund ihrer Abgelegenheit wurde sie bis 1956 leergezogen.

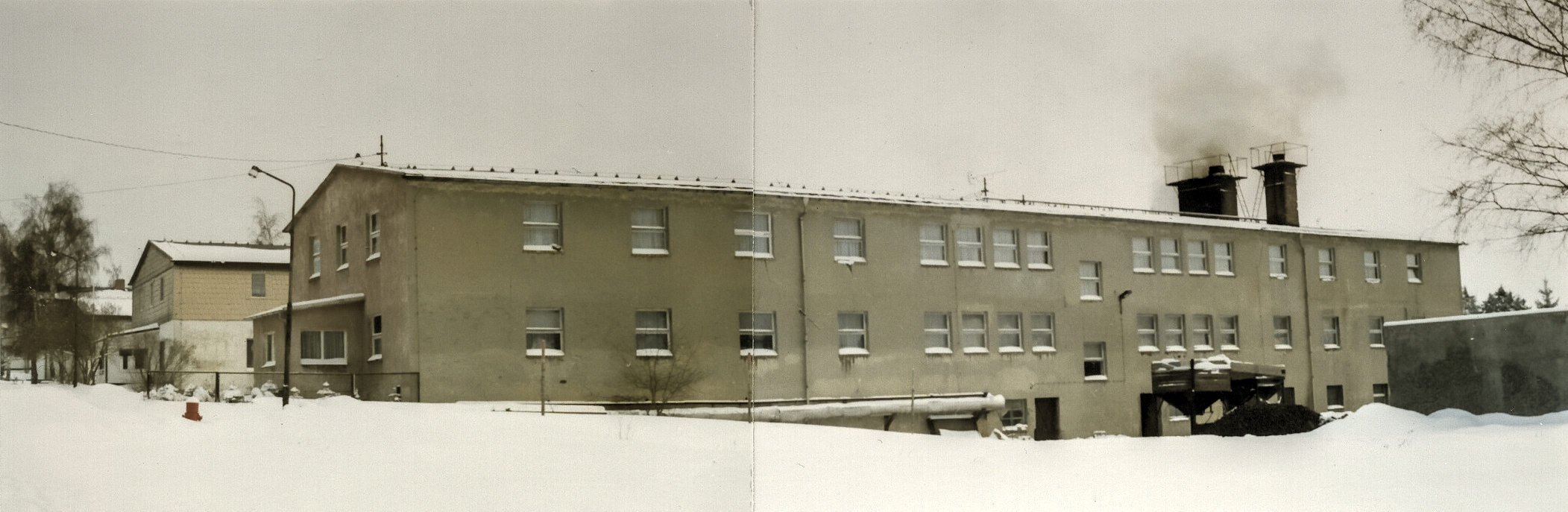
Haus 8 in Neuoberhaus, Johanngeorgenstadt, 1991

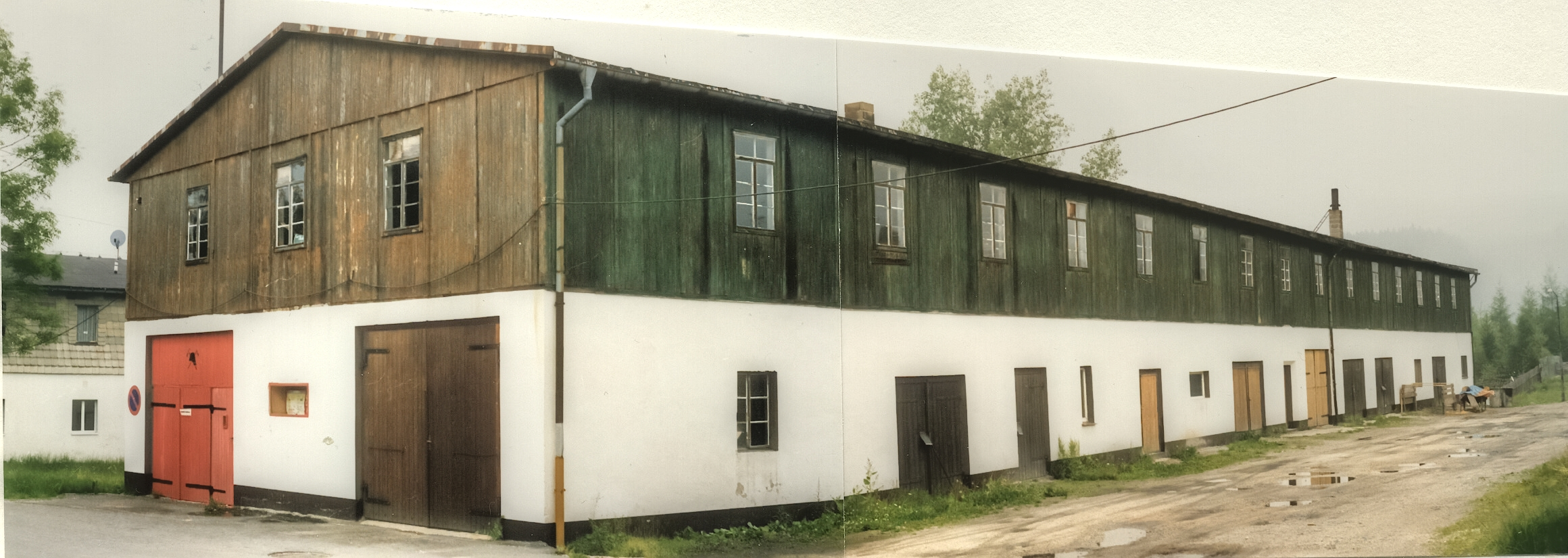
Feuerwehr und Garagengebäude in Neuoberhaus, Johanngeorgenstadt

Zwischen 1959 und 1965 war hier ein Jugendwerkhof des Bezirkes Karl-Marx-Stadt untergebracht.
Von 1965 bis 1992 wurde das Gelände durch die Betriebsberufsschule „Martin Hoop“ als Zentrale Ausbildungsstätte (ZAS) für die Fachkräfte des geologischen und Montanwesens der DDR genutzt. Neben den ca. 3.800 Lehrlingen wurden auch ca. 500 Fachkräfte u. a. aus der Mongolei sowie Ingenieure für Bohrtechnik ausgebildet. Überdies erfolgte eine Nutzung als Ferienheim.
Nach 1992 wurde keine neue Nutzungsmöglichkeit gefunden und die Gebäude freigezogen, da die Abgelegenheit der Siedlung zu hohe Kosten verursacht hätte. Anschließend wurden die Gebäude vollständig abgerissen und das Gebiet wiederaufgeforstet.
Auch heute noch treffen sich ehemalige Schüler aus ganz Deutschland und dem Ausland bei Klassentreffen und gelegentlich bei „Generaltreffen“.